# Indiskt korallträd
Indiskt korallträd (Erythrina variegata) är en ärtväxtart som beskrevs av Carl von Linné. Erythrina variegata ingår i släktet Erythrina och familjen ärtväxter. Inga underarter finns listade i Catalogue of Life.
Indiskt korallträ har använts som bruksträ för en rad produkter.

## Bildgalleri

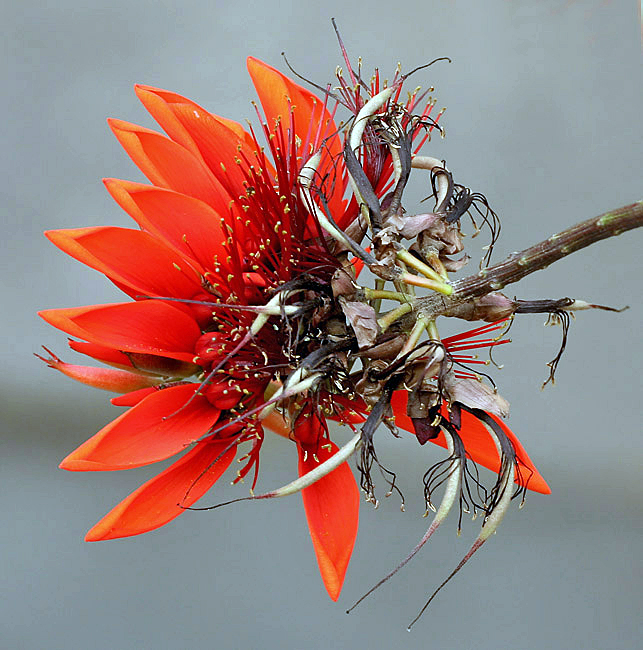